# Råttfälla

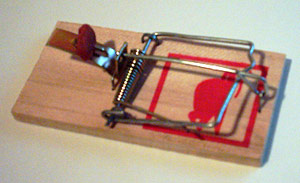
En råttfälla.

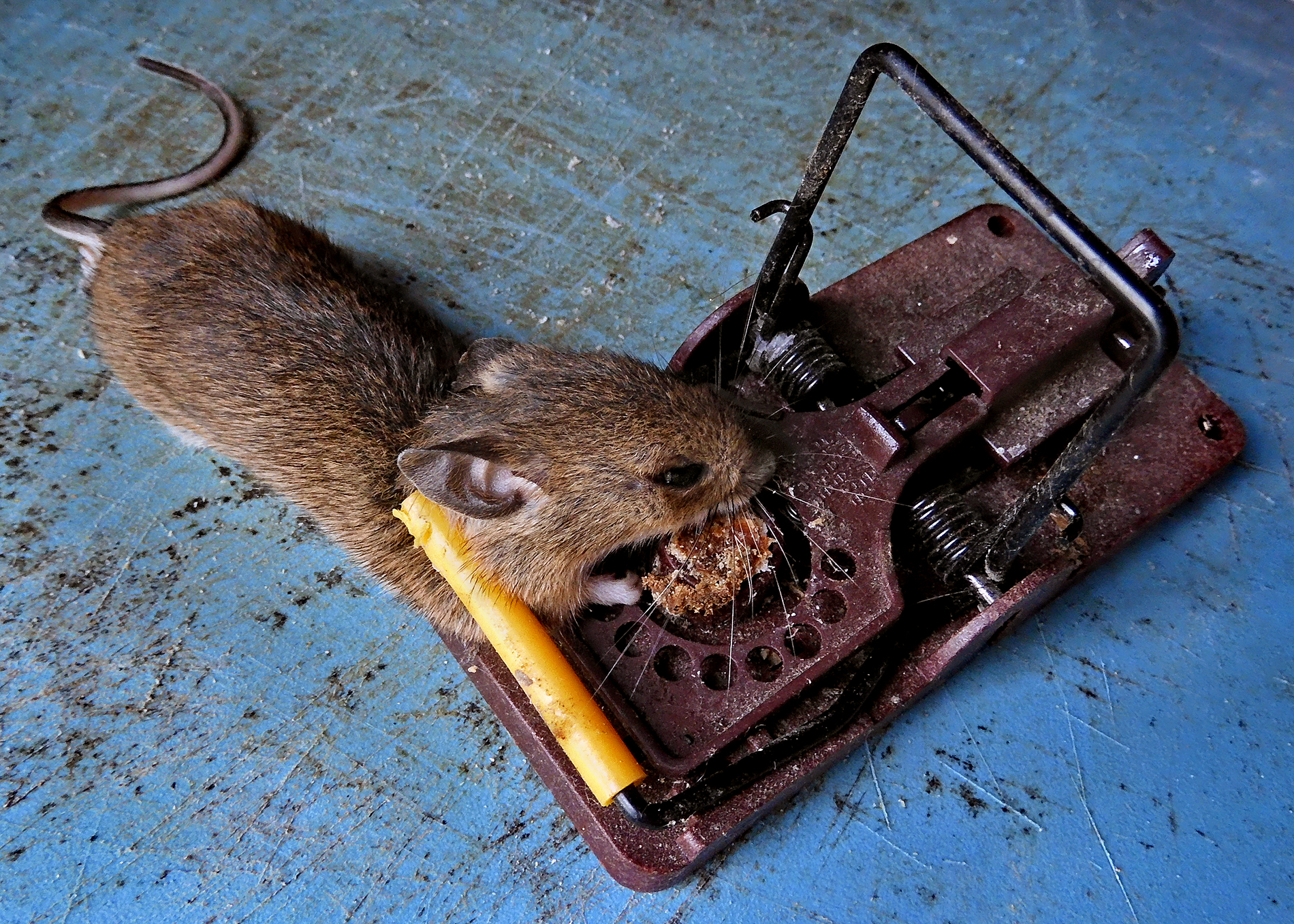
En mus är fångad i en musfälla.

En råttfälla eller musfälla är en anordning för att fånga eller döda små gnagare, framförallt råttor och möss (därav namnet).

## Varianter
Råttfällor och musfällor finns i många olika modeller och prisklasser. En vanlig modell består av en träplatta med en fjäder, en slagbygel, en låshake och en beteshållare. Syftet är att råttan ska fånga betet, vilket utlöser fällan så att slagbygeln hastigt slår tillbaka och knäcker nacken på råttan. Modellen utvecklades i slutet av 1800-talet. Det finns andra varianter, exempelvis som liknar en hajmun, elektriska fällor och fällor i form av en bur med stängningsmekanism. Enklare råttfällor är vanliga som hemmabyggen och behöver inte innehålla någon särskild mekanism. De består vanligtvis av en hink eller en bur med ett hål i taket. Med hjälp av en ramp och bete lockas mössen eller råttorna upp på toppen och ramlar ner i hinken eller lockas ner i buren och kan sedan inte ta sig ur den. En modern variant av råttfälla är en anordning som innehåller en utbytbar gaspatron. Vanligtvis monteras den fast på ett träd eller en husvägg. När råttan lockas in genom ett hål i anordningen och kommer åt utlösaren träffas den av ett hårt bultslag i huvudet och dör omedelbart.

## Etymologi
Ordet "råttfälla" är belagt i svenska språket sedan 1529.

## Lagar och regler
Det kan vara olagligt att använda vissa typer av rått- och musfällor som finns på marknaden. Det kan även finnas nationella bestämmelser kring infångade gnagare och hur dessa får hanteras. I Sverige ska exempelvis alla fångstredskap vara godkända av Naturvårdsverket. Olaglig användning kan resultera i jaktbrott.

## Råttfällor i andra sammanhang
Råttfällor används även flitigt som utlösningsanordning i andra sammanhang där man önskar en hög känslighet/liten kraft med relativt hög säkerhet för att påverka en större. Ex i andra fällor för rovdjur och fåglar, där en tråd dras till betet och sedan fästs till beteshållaren på musfällan som i sin tur utlöser fångstanordningen på fällan.

## Bildgalleri – olika typer av rått- och musfällor

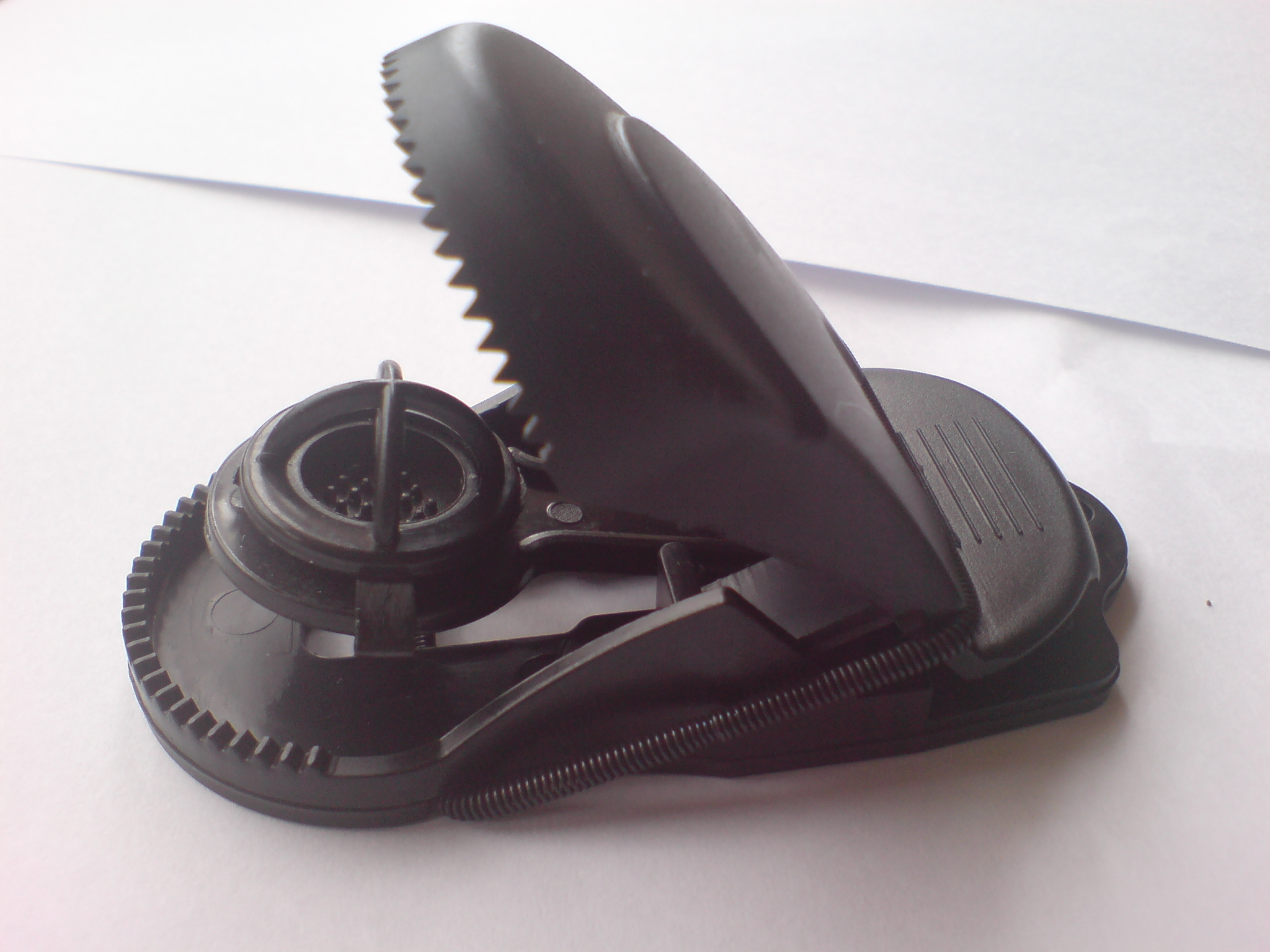
En musfälla av typen som liknar en hajmun.
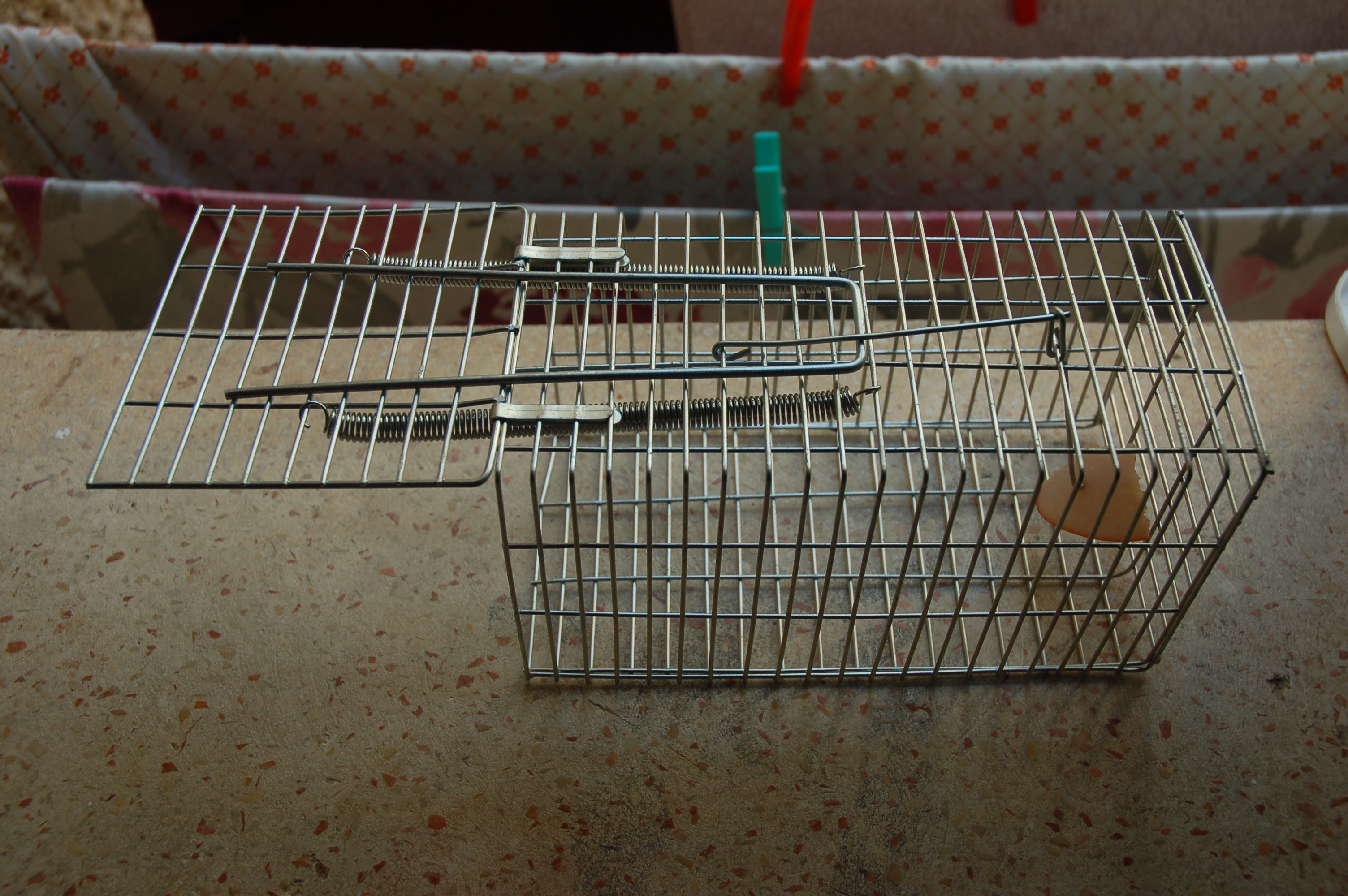
En musfälla i burvariant med stängningsmekanism.
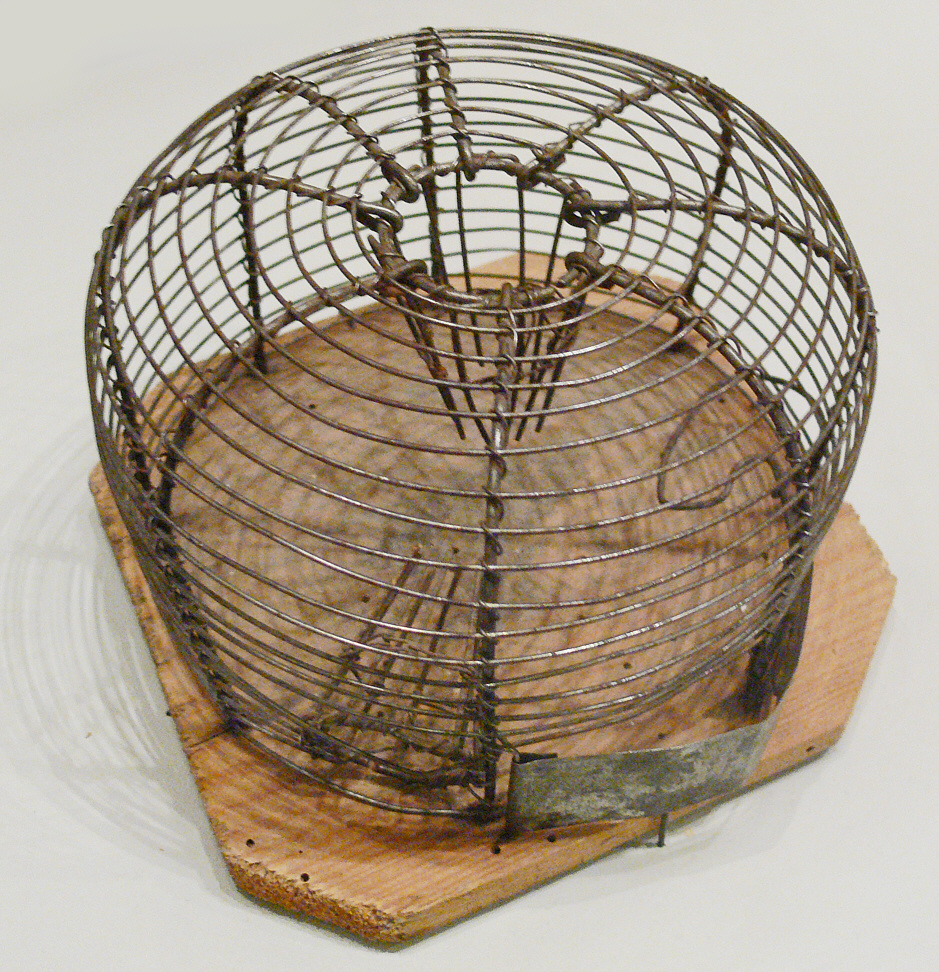
En äldre musfälla av burtyp där musen lockas in genom ett hål i taket.
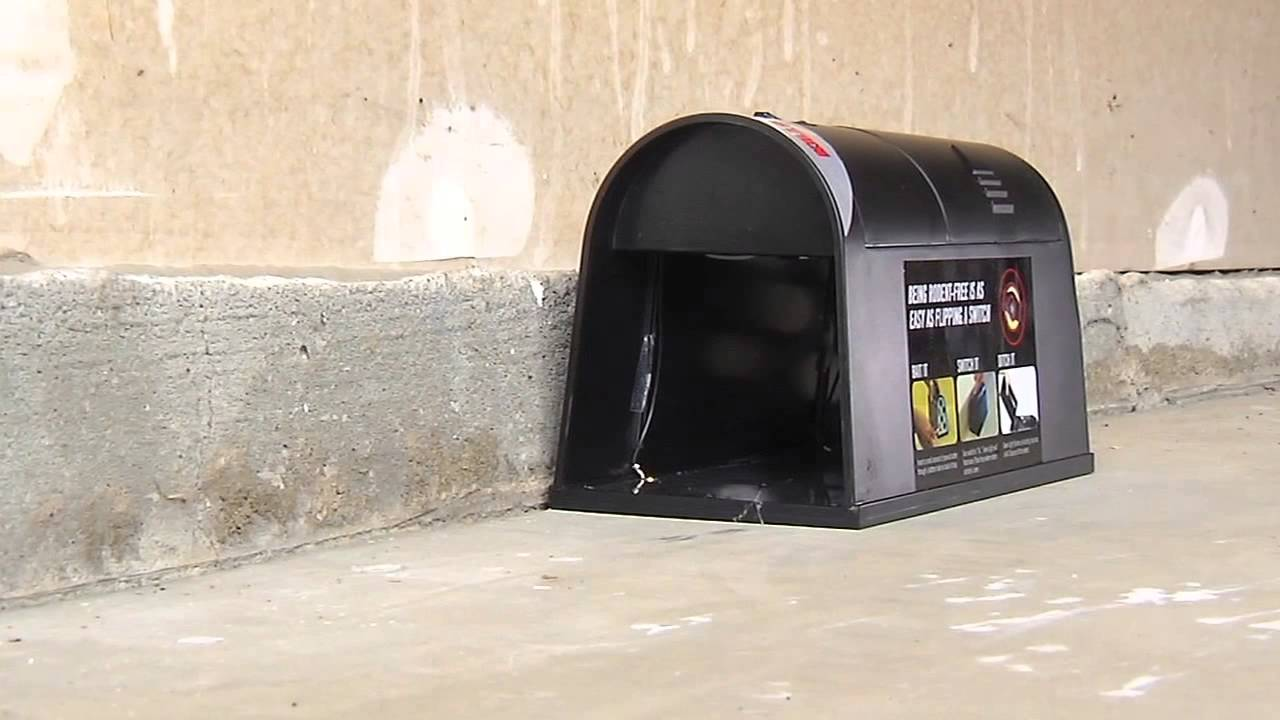
En elektrisk råttfälla.
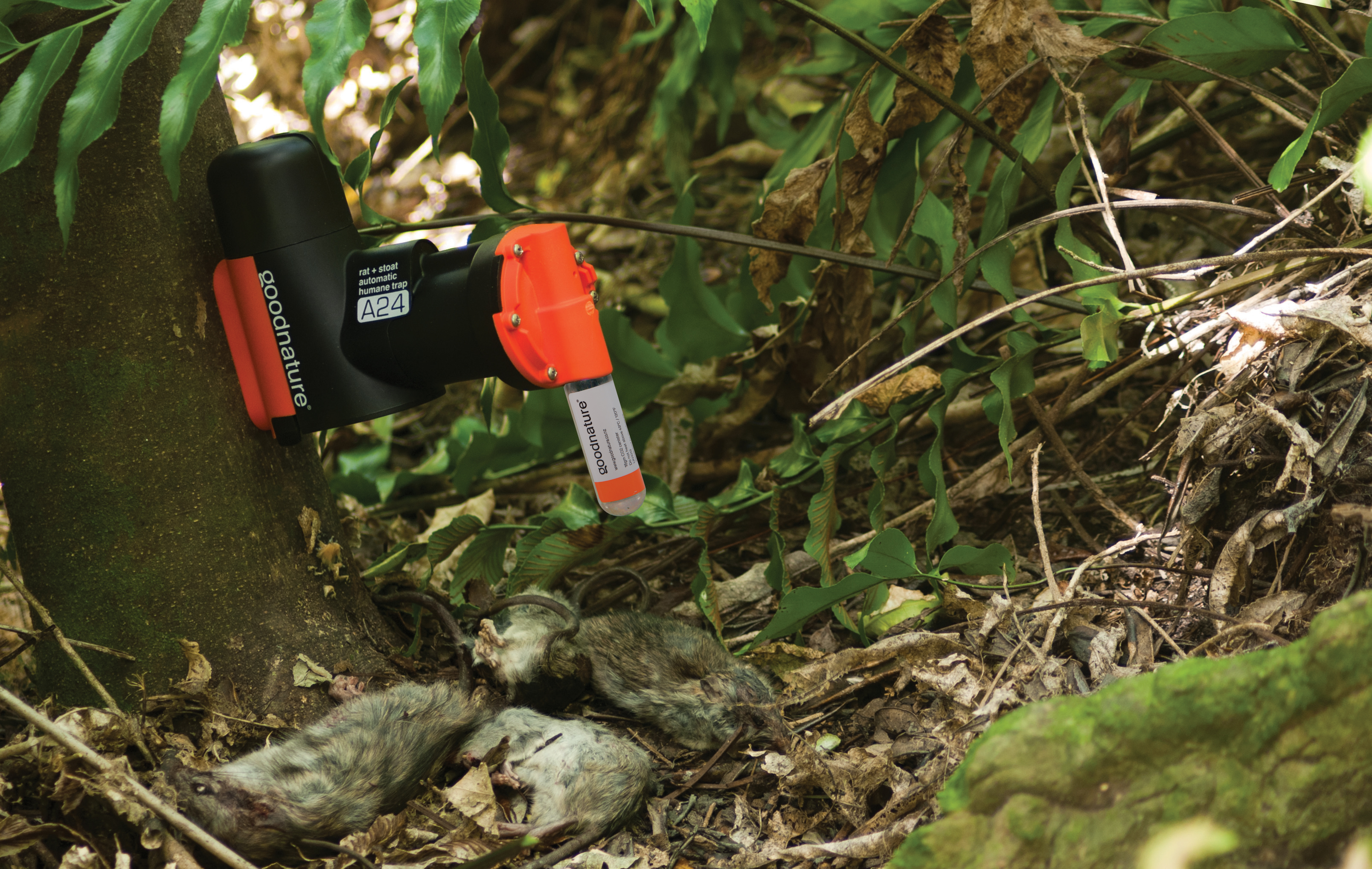
En råttfälla med gaspatron, här fastmonterad i ett träd.
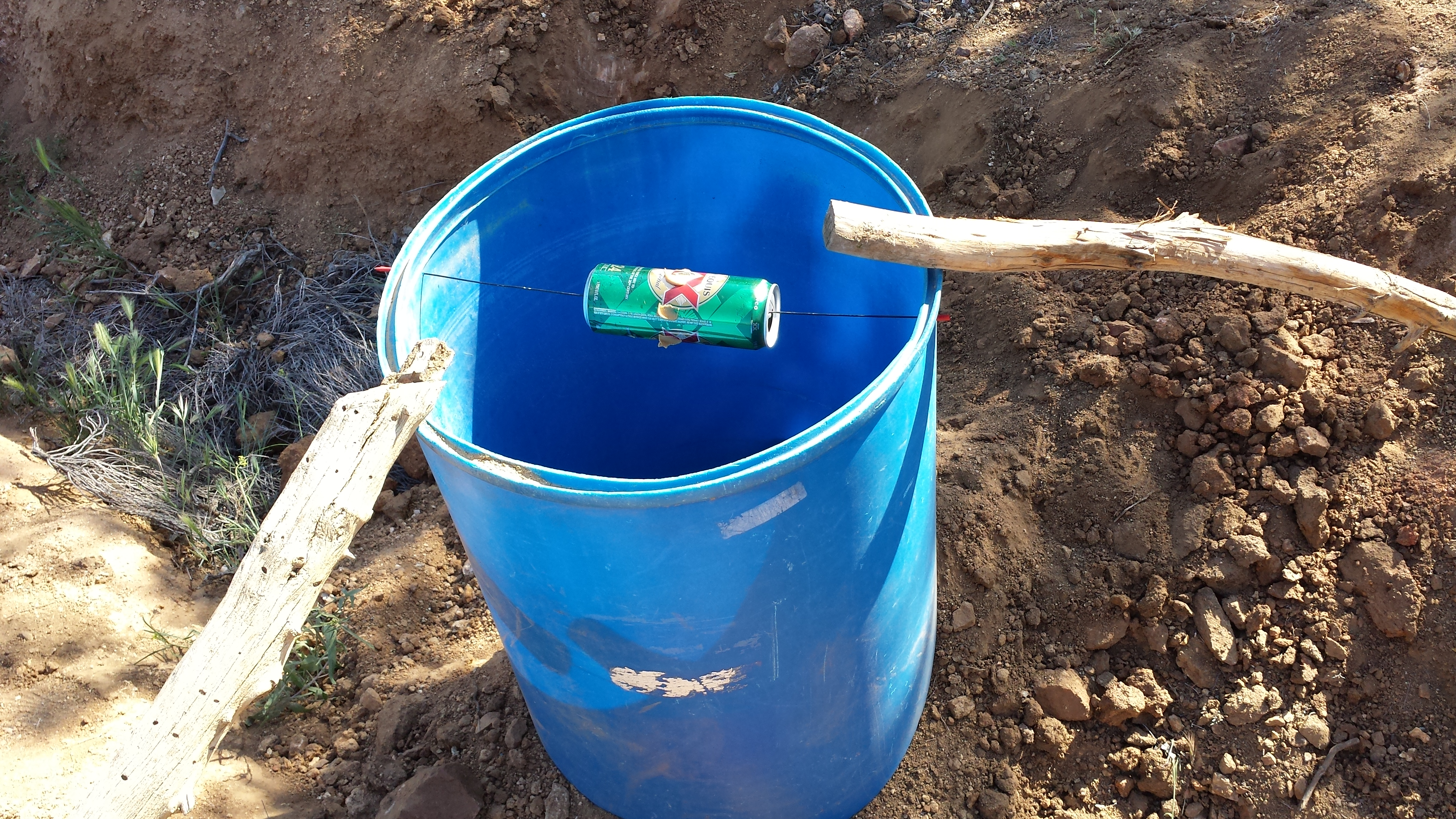
En råttfälla med hink och ramp.